# 대구유천초등학교
대구유천초등학교 (大邱流川初等學校)는 대한민국 대구광역시 달서구에 있는 공립 초등학교이다. 교목은 느티나무이고 교화는 개나리이다.

## 학교 연혁
- 2008년 3월 1일 : 대구유천초등학교 개교(32 학급 편성)
- 2008년 3월 1일 : 초대 최재습 교장 선생님 부임
- 2008년 3월 6일 : 병설 유치원 개원(2학급)
- 2008년 12월 5일 : 유천 해오름 도서관 개관
- 2009년 2월 12일 : 제 1 회 병설 유치원 졸업(34명)
- 2009년 2월 13일 : 제 1 회 초등학교 졸업(107명)
- 2009년 3월 1일 : 연구시범학교 지정(교실수업개선 음악과)
- 2009년 3월 1일 : 36학급 편성 (특수학급 1학급)
- 2009년 3월 20일 : 영어 체험실 설치
- 2009년 5월 22일 : 실과실 현대화 사업 완료
- 2011년 2월 15일 : 제 3 회 병설 유치원 졸업(52명)
- 2011년 2월 17일 : 제 3 회 초등학교 졸업(137명
- 2011년 3월 1일 : 41학급 편성 (특수학급 1학급)